# تپه اسیلیه
تپه اسیلیه مربوط به عصر مس - دوره اشکانیان - سده‌های میانه دوران‌های تاریخی پس از اسلام است و در شهرستان ملایر، بخش سامن، دهستان سامن، ۱/۵ کیلومتری جنوب غرب شهر سامن واقع شده و این اثر در تاریخ ۲۵ آبان ۱۳۸۷ با شمارهٔ ثبت ۲۳۷۰۷ به‌عنوان یکی از آثار ملی ایران به ثبت رسیده است.